# Antena helicoidal

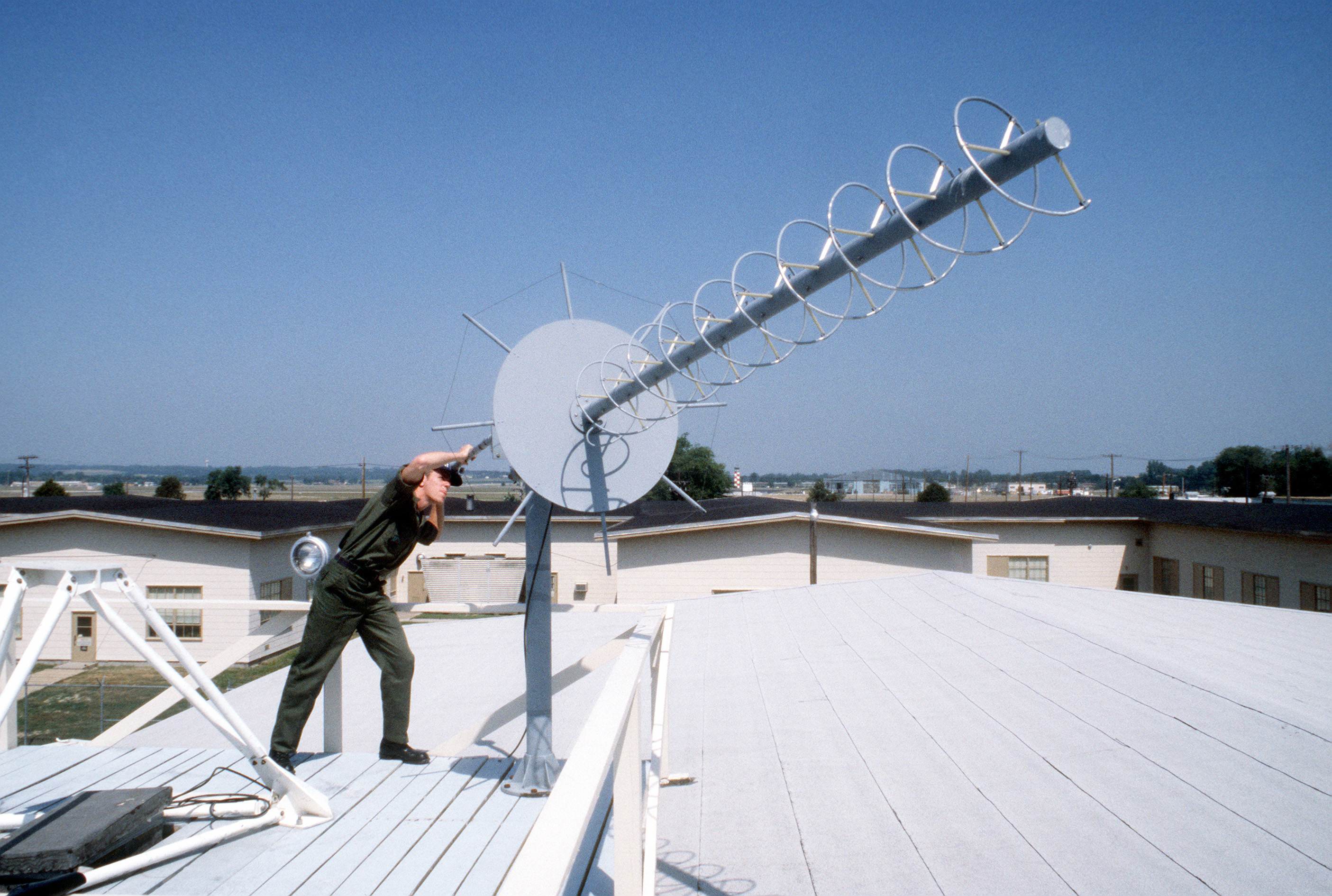
Antena helicoidal usada en el sistema Hammer Ace para comunicación vía satélite.

La antena helicoidal o antena hélice es una antena con forma de solenoide.
La antena helicoidal es una evolución del monopolo vertical, en la que este ha sido modificado para tomar la forma de un solenoide.

## Tipos de antena hélice
Existen varios tipos de antena hélice, entre ellas mencionamos:

### Antenas parawalkie-talkies
Las antenas helicoidales son sumamente utilizadas en las radios portátiles de tipo walkie-talkie, como los PMR446. En efecto, al enrollar el monopolo en forma de hélice disminuye sensiblemente la longitud de la antena, reduciéndola a dimensiones razonables; así, una antena monopolo vertical que mediría 17 cm para la banda de radioaficionados de 70 cm, mide apenas cinco o seis en su forma helicoidal. La antena está enrollada en una vaina de caucho, lo que la hace flexible y evita que se rompa fácilmente.

### Antenas para recepción satelital
Otras antenas helicoidales son utilizadas en UHF para recibir señales satelitales (1575.42 MHz). En efecto, la polarización de la antena helicoidal es circular, lo que es sumamente favorable para la recepción de satélites. Estas antenas se fabrican con las espiras separadas un poco menos que el diámetro mismo de la hélice.

### Antenas Halo
Caso límite de una antena helicoidal, se usan sobre todo en VHF. Son omnidireccionales y tienen buena ganancia.

## Propiedades eléctricas de la antena helicoidal

### Polarización
La polarización de la antena helicoidal es de tipo circular (horizontal y vertical por partes iguales).

### Impedancia
La impedancia de la antena hélice es baja. Por lo tanto, es preciso adaptarla a los 50 Ω de los transmisores con algún tipo de adaptador de impedancia.

### Resonancia
La antena hélice es resonante a una frecuencia fundamental.

### Calcular una antena hélice
- PHP Helical Antenna Calculator

- Datos: Q1936665
- Multimedia: Helical antennas / Q1936665